# Lijst van spelers van Independiente Medellín
Deze lijst omvat voetballers die bij de Colombiaanse voetbalclub Independiente Medellín spelen of gespeeld hebben. De spelers zijn alfabetisch gerangschikt.

## A
- Carlos Acevedo
- Gustavo Acosta
- Belmer Aguilar
- Carlos Aguilera
- Anselmo de Almeida
- Diego Álvarez
- Leonel Álvarez
- David Andrade
- Jhon Angulo
- Justin Arboleda
- Willian Arboleda
- Jhoan Arenas
- Luis Arias
- Martín Arzuaga
- Juan Azconzábal

## B
- Juan Baena
- Felipe Baloy
- Nelson Barahona
- Luis Barbat
- Jair Benítez
- Aldo Bobadilla
- Juan Botero

## C
- Diego Cabrera
- Uriel Cadavid
- Hernando Caicedo
- Álvaro Calle
- Elkin Calle
- Javier Calle
- Ricardo Calle
- Victor Campaz
- Roger Cañas
- Isidro Candiá
- Wilson Cano
- Wilson Carpintero
- Breiner Castillo
- Rafael Castillo
- Jaime Castrillón
- Carlos Alberto Castro
- Ponciano Castro
- Juan Chaverra
- Oreste Corbatta
- Carlos Cordoba
- Danilson Córdoba
- Manuel Córdoba
- Ivan Corredor
- Roberto Cortés
- Juan Cuadrado
- Jhonatan Cueto

## D
- Eduardo Domínguez

## E
- Marco Echavarria

## F
- Rolando Fonseca

## G
- Juan Jairo Galeano
- Hugo Gallo
- Jhon García
- Marino García
- Mario Giménez
- Camilo Giraldo
- Diego Gómez
- Gabriel Gómez
- Gildardo Gómez
- Hernán Darío Gómez
- John Gómez
- Juan Gómez
- Luis Gómez
- David González
- Diego González
- Freddy Grisales
- Jaime Gutierrez

## H
- Brunet Hay
- Amílcar Henríquez
- Giovanni Hernández
- John Hernández
- Carlos Hidalgo
- René Higuita

## J
- Alexander Jaramillo
- Pablo Jaramillo
- Leiton Jiménez
- Agustín Julio
- Miguel Julio

## L
- Juan Lallana
- Juan Leal
- Juan Carlos Letelier
- Brayan López
- Giovanny López
- Juan Esteban López
- Leonardo López

## M
- Ormedis Madera
- Jackson Martínez
- Javier Martínez
- Jorge Maz
- Yorleys Mena
- Mauricio Mendoza
- José Mera
- Nolberto Molina
- David Montoya
- Neider Morantes
- Malher Moreno
- Tressor Moreno
- Andres Mosquera
- Elkin Mosquera
- Luis Mosquera
- Yohn Mosquera
- Robinson Muñoz
- Juan Muriel
- Elkin Murillo

## N
- Daniel Noriega

## O
- Lewis Ochoa
- Jorge Olmedo
- Andrés Orozco
- Alex Orrego
- Andres Ortíz
- Carlos Ortíz
- Juan Ortíz
- Diego Osorio

## P
- Víctor Pacheco
- Arley Palacios
- Edgar Pardo
- José Pékerman
- Luis Perea
- Luis Carlos Perea
- John Wilmar Pérez
- José Ricardo Pérez
- Omar Pérez
- Wilson Pérez
- Hernan Pertuz
- Camilo Piedrahita
- Juan Pino

## Q
- Alberto Abdiel Quintero Medina
- Cesar Quintero
- Juan Quintero

## R
- Juan Ramírez
- Jamell Ramos
- Yeisson Rentería
- Gustavo Restrepo
- John Restrepo
- Ediberto Righi
- Cristian Ríos
- César Rivas
- Carlos Rivera
- Andrés Rodríguez
- Marcelo Rosada
- José Luis Russo

## S
- Daniel Sanabria
- Efrain Sanchez
- Juan Sarnari
- Carlos Saucedo
- Jorge Serna
- Hugo Sotil
- Ricardo Steer

## T
- Luís Tipton
- Juan Tobón
- Nicolas Torres
- Valerio de la Tour
- Juan Carlos Touriño
- Santiago Tréllez

## U
- Carlos Useche

## V
- Juan Vairo
- Carlos Valderrama
- Diego Valdés
- Adolfo Valencia
- John Valencia
- Juan Valencia
- Ayron del Valle
- César Valoyes
- Samuel Vanegas
- Hector Vasco
- William Vásquez
- Heriberto Velandia
- José Velásquez
- Daniel Vélez
- Sebastian Viáfara
- Ferley Villamil
- Eddy Villaraga

## W
- Óscar Wirth